# یره‌میه‌وو
یره‌میه‌وو (انگلیسی: Yeremeyevo) یک شهرک در شهرستان چیشمینسکی در استان باشقیرستان کشور روسیه است.